# 他律
| ウィキペディアには「他律」という見出しの百科事典記事はありません（タイトルに「他律」を含むページの一覧/「他律」で始まるページの一覧）。 代わりにウィクショナリーのページ「他律」が役に立つかもしれません。 |